# Ernst Julius Hentschel

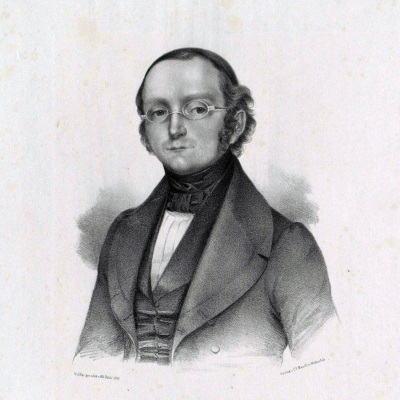
Ernst Julius Hentschel.

Ernst Julius Hentschel, född den 26 juli 1804 i Zodel, död den 14 augusti 1875 i Weissenfels,  var en tysk musikpedagog. 
Hentschel, som var seminariemusiklärare i Weissenfels, var medstiftare och redaktör av musiktidningen "Euterpe" samt utgav mycket spridda skolsångböcker liksom en koralbok.